# QueerOfficers Switzerland
QueerOfficers Switzerland ist ein Verein von und für die queeren Angehörigen der Schweizer Armee. Der Verein wurde am 23. März 2005 gegründet und hat heute rund 140 Mitglieder aus allen militärischen Graden und Regionen der Schweiz. Er ist eine vom Eidgenössischen Departement für Verteidigung, Bevölkerungsschutz und Sport (VBS) anerkannte militärische Gesellschaft und damit auch das Netzwerk und die Interessenvertretung der queeren Angehörigen der Armee.

## Aktivitäten
Der Verein organisiert regelmässig Veranstaltungen wie zum Beispiel Stammtische, Vorträge, Weiterbildungen oder gesellige Aktivitäten für seine Mitglieder wie auch Sympathisantinnen und Sympathisanten. Er pflegt eine aktive und kameradschaftliche Vereinskultur, die auf Respekt, Offenheit und Vielfalt basiert.
Der Verein vertritt die Interessen und Anliegen seiner Mitglieder gegenüber der Armee und unterstützt die Armee in der Weiterentwicklung und Umsetzung ihres Diversity Managements. Dazu trifft er sich regelmässig mit der Armeeführung, nimmt Stellung in den Medien oder unterstützt die Ausbildung der Miliz- und Berufskader zur Förderung einer Kultur der Vielfalt, der Offenheit und der Akzeptanz. Der Verein hat der Schweizer Armee zu seinem (wegen der Corona-Pandemie verspätet begangenen) Jubiläum im Jahr 2021 auch einen «Baum der Vielfalt» im Ausbildungszentrum der Armee in Luzern gestiftet, um ein Zeichen für die Diversität in der Armee zu setzen.
Die QueerOfficers bieten auch Hilfe für queere Angehörige der Armee an, die sich im Militärdienst diskriminiert fühlen oder allgemein Fragen haben, welche sie nicht bei militärischen Stellen platzieren können oder möchten. Dieses Unterstützungsangebot ergänzt die staatlichen Angebote wie jenes der Fachstelle Frauen in der Armee und Diversity oder der unabhängigen Vertrauensstelle der Armee.

## Geschichte und Wahrnehmung
Am 24. März 2005 trafen sich mehrere homosexuelle Offiziere im Umfeld des Abstimmungskampfes um das Partnerschaftsgesetz und schlossen sich zu den QueerOfficers Switzerland zusammen. In einem Inserat in der Allgemeinen Schweizerischen Militärzeitschrift (ASMZ) warben 15 von ihnen bei ihren Kameraden dafür, die Gesetzesvorlage anzunehmen. Zu der Zeit war es unüblich, dies unter Nennung von Grad und Namen zu tun.
Am 24. September 2008 erliess der damalige Chef der Armee ad interim Divisionär André Blattmann nach Gesprächen mit den QueerOfficers erstmalig einen Befehl zum Diversity Management in der Armee, der Zuständigkeiten regelte und insbesondere eine Diversity-Management-Ausbildung für Berufs- und Milizkader vorsah. Das und die ersten Auftritte des Vereins bei Umzügen an der Zurich Pride bzw. dem Christopher Street Day in Zürich stiessen in der gesamten Schweiz auf Interesse. Sogar das Parlament befasste sich mit dem Verein und der Frage, ob Vereinsmitglieder Uniformteile tragen dürfen.
2017 wurde im überarbeiteten Dienstreglement der Armee der Schutz vor Diskriminierung aufgrund der sexuellen Orientierung aufgenommen, nachdem der Verein QueerOfficers das Thema gegenüber dem Chef der Armee KKdt Philippe Rebord aufgebracht hatte. Damit war die Regelung in der Schweizer Armee fortschrittlicher als in der zivilen Gesellschaft, die den entsprechenden Diskriminierungsschutz erst 2020 ins Strafgesetzbuch aufnahm.
Am 1. Oktober 2021 verlieh die Chefin VBS, Viola Amherd, dem Verein QueerOfficers Switzerland den offiziellen Status einer militärischen Gesellschaft.
Die Nationalrätin Priska Seiler Graf formulierte 2022 eine Aufforderung (Postulat) an den Bundesrat, das Unrecht aufzuarbeiten, das homosexuellen Angehörigen der Armee möglicherweise widerfahren ist. Das VBS gab daraufhin eine entsprechende Studie in Auftrag. Der Verein QueerOfficers unterstützt diese Aufarbeitung. In nationalen Medien wird die Stellung der LGBT-Angehörigen der Armee immer häufiger angesprochen und Mitglieder der QueerOfficers nehmen Stellung.
2022 wählte die Leserschaft der Zeitschrift Mannschaft den Verein für sein Engagement zugunsten der queeren Community zu den «Queeros 2022».
Am 31. Oktober 2024 veröffentlichte die Gruppe Verteidigung den Studienbericht «Diskriminierung und sexualisierte Gewalt aufgrund des Geschlechts und/oder der sexuellen Orientierung in der Schweizer Armee». An der Pressekonferenz verwies der Chef der Armee auf bereits getroffene Massnahmen und dabei auch auf den regelmässigen Kontakt mit den QueerOfficers und stellte weitere Massnahmen vor. In ihrer Stellungnahme begrüssten die QueerOfficers die Erkennung und Anerkennung des Problems, erklärten aber auch, dass der Weg für einen Kulturwandel noch weit sei.